# هیکارو ناکامورا
هیکارو ناکامورا (به ژاپنی: 中村光) (زاده ۹ دسامبر ۱۹۸۷)، یک استادبزرگ شطرنج ژاپنی الاصل است که تابعیت آمریکایی دارد. ناکامورا در شطرنج فکری (کلاسیک) نیز در حال حاضر با ریتینگ ۲۷۸۶ پس از مگنِس کارلسِن در رده دوم بهترین بازیکنان جهان قرار دارد. در سن ۱۵ سالگی جوانترین آمریکایی شد که عنوان استاد بزرگ را کسب می‌کند. ناکامورا قهرمان پنج بار آمریکا است که در سال ۲۰۱۱ در مسابقات گروه A شطرنج تاتا استال برنده شد و در پنج المپیاد شطرنج نماینده آمریکا بود و یک مدال طلای تیمی و دو مدال برنز تیمی کسب کرد.
وی در سال ۲۰۲۳ با آتوسا پورکاشیان ازدواج کرد.

## اوایل زندگی
ناکامورا در هیرکاتا، استان اوساکا، ژاپن، از مادری آمریکایی به نام کارولین مرو ناکامورا که یک موسیقی‌دان و معلم بود و پدری ژاپنی به نام شویچی ناکامورا متولد شد. ناکامورا یک برادر بزرگ‌تر به نام آسکا دارد. در دو سالگی، خانواده او به ایالات متحده مهاجرت کردند و یک سال بعد، در سال ۱۹۹۰، والدینش از یکدیگر جدا شدند. او در وایت پلینز، نیویورک بزرگ شد. وی بازی شطرنج را در سن هفت سالگی آغاز کرد و توسط ناپدری‌اش که یک شطرنج‌باز اهل سریلانکا بود و سونی ویراوانتری نام داشت، آموزش دید. ویراوانتری آموزش به برادران ناکامورا را زمانی آغاز کرد که آسکا ناکامورا در سال ۱۹۹۲ قهرمان ملی خردسالان شد و این امر منجر به ایجاد رابطه‌ای میان او و مادرشان شد.